# Goo

2020年2月的Goo logo

goo是由日本NTT Communications的子公司NTT Resonant运营的网络搜索引擎（技術由Google搜索提供）和门户网站。該網站會抓取和索引其他日语网站並呈現給用戶。
goo歷史可以追溯到1997年，最初的搜索技術由Inktomi提供。2003年12月1日切換到Google搜索。根据Alexa Internet的数据，2020年goo的排行为世界第594位、日本国内第45位。

## 中國大陸封鎖
依據GreatFire測試，該網站在中國大陸被當局的防火长城封鎖，即當地網民無法正常訪問該網站，2019年9月或更早起被封鎖至今；而該網站的“辞書”分站自2018年1月或更早起被封鎖至今。

## 外部連結
- goo （页面存档备份，存于） - PC向けおよびスマホ向け公式サイト
- goo モバイル （页面存档备份，存于） - フィーチャーフォン（ガラケー）向け公式サイト
- NTTレゾナント （页面存档备份，存于）